# Cirrhitus pinnulatus
Cirrhitus pinnulatus és una espècie de peix pertanyent a la família dels cirrítids.

## Descripció
- Pot arribar a fer 30 cm de llargària màxima (normalment, en fa 23).
- És de color marró clar al dors, blanquinós per sota i amb taques marrons fosques.
- 10 espines i 11 radis tous a l'aleta dorsal i 3 espines i 6 radis tous a l'anal.[6][7]

## Alimentació
Menja principalment crancs i d'altres crustacis, peixets, eriçons de mar i estrelles de mar.

## Hàbitat
És un peix marí, bentònic, associat als esculls i de clima tropical (30°N-30°S) que viu entre 0-23 m de fondària.

## Distribució geogràfica
Es troba a l'Atlàntic sud-oriental (la costa sud-oriental de Sud-àfrica) i la conca Indo-Pacífica (des del mar Roig i l'Àfrica oriental fins a les illes Marqueses, Mangareva, el sud del Japó, les illes Hawaii i les illes Kermadec).

## Observacions
És inofensiu per als humans i es comercialitza fresc.